# Ted Skuchas
Edward Alvah 'Ted' Skuchas (* 20. Juni 1983 in Audubon, Pennsylvania) ist ein US-amerikanischer Basketballspieler.
Er begann seine Karriere an der Germantown Academy in Germantown. 2002 wechselte er an die Vanderbilt University nach Nashville, wo er aber erst ab 2003 in offiziellen Spielen bei den Vanderbilt Commodores zum Einsatz kam, die in der Southeastern Conference der NCAA spielen.
Zur Saison 2007/08 wechselte der auf der Position des Center spielende Ted Skuchas in die Basketball-Bundesliga zum TBB Trier, wo er auf seinen ehemaligen Teamgefährten Dan Cage traf. Er wurde dort jedoch bereits in der Try out Phase ausgemustert.
| Personendaten    | Personendaten                       |
| ---------------- | ----------------------------------- |
| NAME             | Skuchas, Ted                        |
| ALTERNATIVNAMEN  | Skuchas, Edward Alvah               |
| KURZBESCHREIBUNG | US-amerikanischer Basketballspieler |
| GEBURTSDATUM     | 20. Juni 1983                       |
| GEBURTSORT       | Audubon (Pennsylvania)              |